# Barrett XM500
Barrett XM500 — прототип самозарядної великокаліберної снайперської гвинтівки, розроблений американською компанією Barrett Firearms Manufacturing на базі Barrett M82. Для стрільби з цієї гвинтівки використовуються набої калібру 12,7 × 99 мм (.50 BMG). Гвинтівка розроблена легшою та більш компактною альтернативою M82. Як і попередник, XM500 має знімну, регульовану сошку, встановлену під стволом, та рейку Пікатінні для прикріплення оптичного прицілу, та/або інших аксесуарів.

## Характеристики
Гвинтівка має 10-зарядний магазин, побудована за принципом «буллпап» та використовує газовідвідну автоматику із замиканням ствола поворотним затвором.
У порівнянні з M82, ХМ500 майже на 30см коротша і на кілограм легша. При цьому гвинтівка ХМ500 потенційно матиме більшу точність завдяки нерухомому стволу.

## Відомі характеристики
- Маса: 11.8 кг
- Довжина: 1168 мм
- Тип боєприпасу: 12,7×99 мм НАТО (.50 BMG)
- Тип боєпостачання: 10-зарядний магазин

## Цікаві факти
- XM500 та її модифікації можна побачити в багатьох відео-іграх, зокрема у Sniper: Ghost Warrior 2, Soldier of Fortune: Payback, SOCOM: U.S. Navy SEALs Fireteam Bravo 3 та ін.[4][5]